# Toaleta młodej kobiety
Toaleta młodej kobiety (Czesząca się dama, Toaleta Wenus, Kobieta z lustrem) – obraz włoskiego malarza Giovanniego Belliniego.
Obraz Kobiety z lustrem jest ostatnim dziełem oraz jedynym aktem Belliniego. Przedstawia nagą kobietę podczas toalety porannej na tle krajobrazu. W ręce trzyma lustro i dzięki drugiemu wiszącemu na ścianie poprawia ułożenie włosów i bogatej perłowej ozdoby przyczepionej do wyhaftowanej chusty. Sposób wykorzystania odbicia w lustrze był po raz pierwszy wykorzystany w malarstwie flandryjskim przez Jana van Eycka w jego Portrecie Arnolfinich. Bellini był jednakże pierwszym we Włoszech a jego uczeń Giorgione dowodził, iż dzięki takiemu trikowi sztuka malarstwa stoi ponad rzeźbą – widz by zobaczyć plecy postaci musi ją obejść, gdy podczas oglądania obrazu nie musi ruszać się z miejsca. Największe kontrowersje wzbudza sama postać kobiety. Według jednych jest to bogini Wenus podczas toalety. Ma o tym świadczyć czerwona suknia opadająca na uda i zakrywająca łono co było zgodne z ówczesnym wzorem Venus pudica (Wenus wstydliwa). Również zakrywająca pierś ręka, pasuje do tego wzoru. Jasna skóra i złote (rude) włosy nasuwają skojarzenia do portretu Wenus opisanego w romansie Francesca Colonny pt. Hypnerotomachia Poliphili (Wenecja 1499) widzianego przez bohatera Polifila: 

Widziałem wspaniałą nagość Wenus (...) Mlecznobiałe czoło odbijało się od przepięknych złotych włosów (...) Ciało wyglądało jak ze słoniowej kości rzeźbione

 Według historyka sztuki Camillo Semenzato postać kobiety jest alegorią próżności. Opaska na włosy z pereł może symbolizować czystość i doskonałość.